# Bhupasandra, Sira
Bhupasandra là một làng thuộc tehsil Sira, huyện Tumkur, bang Karnataka, Ấn Độ.